# Line Printer Daemon Protocol
Pour les articles homonymes, voir LPD et LPR.
Line Printer Daemon Protocol (abrégé LPD ou LPDP, littéralement « protocole démon d'imprimante en ligne ») et Line Printer Remote (LPR pour « imprimante distante en ligne »), abrégé en protocole LPR/LPD est un système de communication de client à serveur destiné à l'impression. La première mise en œuvre de ce protocole a été introduite avec le système d'impression Berkeley (Berkeley printing system) pour BSD. Le système d'impression Berkeley est communément utilisé sur les systèmes de type UNIX, bien que CUPS soit aujourd'hui plus répandu, notamment sur Linux.

## Remote line printer spooling system
Le système RLPR (Remote line printer spooling system) est un logiciel qui permet d'imprimer sur des imprimantes distantes par le réseau sans nécessiter un serveur d'impression local.
Les travaux d'impression sont envoyés aux serveurs lpd sur le réseau, mais à la différence des systèmes d'impression traditionnels, il n'y a pas besoin que l'imprimante réseau soit définie dans /etc/printcap.